# Третий дивизион чемпионата мира по хоккею с шайбой среди молодёжных команд 2025
Чемпионат мира по хоккею с шайбой среди молодёжных команд 2025 года в III-м дивизионе — спортивное соревнование по хоккею с шайбой под эгидой ИИХФ. Турнир состоялся: в группе А с 27 января по 2 февраля в крупнейшем городе Турции Стамбуле и в группе В с 11 по 16 декабря 2024 года впервые турнир такого уровня состоялся в столице Таиланда Бангкоке.

## Регламент
- По итогам турнира в группе А: команда, занявшая первое место получит право играть во втором дивизионе чемпионата мира среди молодёжных команд 2026 года, а команда, которая займёт последнее место, перейдёт в группу B.
- По итогам турнира в группе B: команда, которая займёт первое место, переходит в группу А третьего дивизиона чемпионата мира среди молодёжных команд 2026 года.

## Итоги

### Группа А
- Сборная Новой Зеландии вышла в группу В второго дивизиона чемпионата мира 2026
- Сборная Мексики вылетела в группу В третьего дивизиона ЧМ 2026

### Группа В
- Сборная Таиланда вышла в группу А третьего дивизиона ЧМ 2026.

## Участвующие команды
В чемпионате приняли участие 10 команд: четыре из Азии, три из Европы и по одной из Океании, Африки и Северной Америки. Сборная Таиланда участвуют впервые, Сборная Кыргызстана вылетела из группы В второго дивизиона 2024 года, а остальные пришли с прошлогоднего турнира третьего дивизиона 2024 года.

### Группа А
| Сборная              | Квалификация                                                                |
| -------------------- | --------------------------------------------------------------------------- |
| Тайвань              | Заняла 6-е место в группе В второго дивизиона и вылетела оттуда в 2024 году |
| Новая Зеландия       | Заняла 2-е место в третьем дивизионе в 2024 году                            |
| Болгария             | Заняла 3-е место в третьем дивизионе в 2024 году                            |
| Турция               | Хозяева, заняла 4-е место в третьем дивизионе в 2024 году                   |
| Мексика              | Заняла 5-е место в третьем дивизионе в 2024 году                            |
| Босния и Герцеговина | Заняла 6-е место в третьем дивизионе в 2024 году                            |

#### Таблица
|  | Команда, переходящая в группу В второго дивизиона чемпионата мира 2026 года |
|  | Команда, вылетающая в группу B третьего дивизиона чемпионата мира 2026 года |

| М | Сборная              | И | В | ВО | ПО | П | ШЗ | ШП | РШ  | О  |
| - | -------------------- | - | - | -- | -- | - | -- | -- | --- | -- |
| 1 | Новая Зеландия       | 5 | 5 | 0  | 0  | 0 | 32 | 8  | +24 | 15 |
| 2 | Тайвань              | 5 | 4 | 0  | 0  | 1 | 39 | 11 | +28 | 12 |
| 3 | Болгария             | 5 | 3 | 0  | 0  | 2 | 29 | 17 | +12 | 9  |
| 4 | Турция               | 5 | 2 | 0  | 0  | 3 | 27 | 31 | -4  | 6  |
| 5 | Босния и Герцеговина | 5 | 1 | 0  | 0  | 4 | 12 | 54 | -42 | 3  |
| 6 | Мексика              | 5 | 0 | 0  | 0  | 5 | 13 | 31 | -18 | 0  |

### Группа В
| Сборная    | Квалификация                                               |
| ---------- | ---------------------------------------------------------- |
| Кыргызстан | Заняла 6-е место в группе А третьего дивизиона в 2024 году |
| Люксембург | Заняла 2-е место в группе В третьего дивизиона в 2024 году |
| ЮАР        | Заняла 3-е место в группе В третьего дивизиона в 2024 году |
| Таиланд    | Хозяева, участвует впервые                                 |

#### Таблица
|  | Команда, переходящая в группу А третьего дивизиона чемпионата мира 2026 года |

| М | Сборная    | И | В | ВО | ПО | П | ШЗ | ШП | РШ  | О |
| - | ---------- | - | - | -- | -- | - | -- | -- | --- | - |
| 1 | Таиланд    | 3 | 3 | 0  | 0  | 0 | 19 | 5  | +14 | 9 |
| 2 | Кыргызстан | 3 | 2 | 0  | 0  | 1 | 14 | 9  | +5  | 6 |
| 3 | ЮАР        | 3 | 0 | 1  | 0  | 2 | 11 | 21 | -10 | 2 |
| 4 | Люксембург | 3 | 0 | 0  | 1  | 2 | 9  | 18 | -9  | 1 |